# Jezioro Zajęcze
Jezioro Zajęcze (niem. Kleiner Heidsee) − niewielkie jezioro w Polsce, położone w województwie pomorskim, w granicach administracyjnych Gdańska, w dzielnicy Stogi, leżące na Wyspie Portowej, na obszarze Mierzei Wiślanej. W odległości ok. 100 m na południowy wschód przebiega ul. Nowotna.